# Vis Pesaro dal 1898 2020-2021
Questa voce raccoglie le informazioni riguardanti il Vis Pesaro dal 1898 nelle competizioni ufficiali della stagione 2020-2021.

## Stagione
Nella stagione 2020-2021 la Vis Pesaro disputa il girone B del campionato di Serie C, raccoglie 41 punti con il quattordicesimo posto finale. La stagione dei biancorossi inizia con Beppe Galderisi in panchina, ma già a inizio novembre, viene sostituito dal tecnico Daniele Di Donato, che porta a termine la stagione. Nel girone di andata la Vis Pesaro ha ottenuto 18 punti, mentre il bottino del girone di ritorno è stato di 23 punti, chiudendo il torneo con tre lunghezze di vantaggio sui Play-out. Il torneo ha promosso in Serie B il Perugia, con gli stessi 79 punti del Padova, ma con gli scontri diretti a favore degli umbri. In questa stagione non si è disputata la Coppa Italia di Serie C.

## Divise e sponsor
Lo sponsor tecnico per la stagione 2020-2021 è Macron. Il main sponsor principale è Gruppo DiBa mentre gli altri sponsor partnership affiliati alla società sono i seguenti: Bauvending Srl, Biesse, De Filippis Insurance Broker, Del Giudice Gestioni, Marinelli Components, MATIGROUP, Papalini S.p.A., Tecnoplast e Tomasucci.

## Organigramma societario
Area direttiva
- Presidente: Mauro Bosco
- Amministratore Delegato: Guerrino Amadori
- Direttore Generale: Vlado Borozan
- Segreteria: Silvia Canfora
- Segretaria amministrazione: Monia Giorgini

Area comunicazione e marketing
- Responsabile comunicazione stampa: Luciano Bertuccioli
- Responsabile Marketing e commerciale: Enzo Pugliese
- Supporters Liaison Officer: Gianfranco Balsamini

Area sportiva
- Direttore Sportivo: Claudio Crespini
- Responsabile settore giovanile: Alessandro Crespi
- Direttore sportivo settore giovanile: Maurizio Del Bene
- Segretario settore giovanile: Gianluca Francolini

Area tecnica
- Allenatore: Giuseppe Galderisi (1ª-8ª)
Daniele Di Donato (9ª-)
- Allenatore in seconda: Daniele Cavalletto  (1ª-8ª)
Daniele Bedetti  (9ª-)
- Preparatore dei portieri: Mario Paradisi
- Preparatore atletico: Luca Palazzari
- Team Manager: Alessio Peroni
- Magazzinieri: Sergio Alano Bonamigo, Giuliano Domenicucci

Area sanitaria
- Responsabile sanitario: Vittorio Gemmellaro
- Recupero infortuni: Francesco Renzoni
- Fisioterapisti: Leo Profili, Davide Patrignani, Davide Antonini

## Rosa
Aggiornata al 5 marzo 2021.
| N. |                    | Ruolo | Calciatore             |
| -- | ------------------ | ----- | ---------------------- |
| 1  | Italia (bandiera)  | P     | Christian Puggioni     |
| 1  | Senegal (bandiera) | D     | Khadim N'Diaye         |
| 2  | Italia (bandiera)  | D     | Alessandro Eleuteri    |
| 3  | Italia (bandiera)  | D     | Diego Stramaccioni     |
| 4  | Italia (bandiera)  | C     | Luca Gelonese          |
| 5  | Italia (bandiera)  | D     | Lorenzo Adorni         |
| 6  | Italia (bandiera)  | D     | Enrico Pezzi           |
| 6  | Italia (bandiera)  | D     | Pasquale Di Sabatino   |
| 7  | Italia (bandiera)  | A     | Ettore Marchi          |
| 8  | Italia (bandiera)  | C     | Leonardo Benedetti     |
| 9  | Italia (bandiera)  | A     | Francesco Marcheggiani |
| 9  | Italia (bandiera)  | D     | Domenico Germinale     |
| 10 | Italia (bandiera)  | C     | Flavio Lazzari         |
| 11 | Italia (bandiera)  | A     | Orazio Pannitteri      |
| 12 | Italia (bandiera)  | P     | Paolo Bastianello      |
| 13 | Italia (bandiera)  | D     | Tommaso Lelj           |
| 14 | Italia (bandiera)  | C     | Mattia Gaudenzi        |
| 15 | Italia (bandiera)  | D     | Federico Giraudo       |
| 17 | Italia (bandiera)  | D     | Valerio Nava           |

| N. |                    | Ruolo | Calciatore         |
| -- | ------------------ | ----- | ------------------ |
| 18 | Italia (bandiera)  | C     | Andrea Tessiore    |
| 19 | Italia (bandiera)  | A     | Blue Mamona        |
| 20 | Italia (bandiera)  | A     | Kevin Cannavò      |
| 21 | Italia (bandiera)  | D     | Mattia Gennari     |
| 22 | Italia (bandiera)  | P     | Andrea Bianchini   |
| 23 | Italia (bandiera)  | A     | Gianmarco De Feo   |
| 24 | Italia (bandiera)  | A     | Federico Benedetti |
| 24 | Italia (bandiera)  | D     | Manuel Ferrani     |
| 25 | Italia (bandiera)  | D     | Samuele Faraghini  |
| 25 | Italia (bandiera)  | D     | Lorenzo Carissoni  |
| 26 | Italia (bandiera)  | C     | Michael D'Eramo    |
| 27 | Marocco (bandiera) | C     | Yassine Ejjaki     |
| 28 | Italia (bandiera)  | D     | Tommaso Farabegoli |
| 28 | Italia (bandiera)  | A     | Niccolò Gucci      |
| 29 | Italia (bandiera)  | D     | Fabrizio Brignani  |
| 30 | Ghana (bandiera)   | A     | Bismark Ngissah    |
| 32 | Italia (bandiera)  | C     | Manuel Di Paola    |
| 33 | Italia (bandiera)  | C     | Lorenzo Tassi      |
| 34 | Brasile (bandiera) | P     | Bruno Bertinato    |

## Risultati

### Serie C - girone B

#### Girone di andata
| Arbitro: | Crezzini (Siena) |

|                       |           |                            |
| Nava 30’ Gelonese 80’ | Marcatori | 16’ Rolfini 89’ Pellizzari |

| Arbitro: | Collu (Cagliari) |

|                                        |           |               |
| Tulissi 4’ Ingegneri 72’ Sodinha 90+7’ | Marcatori | 49’ E. Marchi |

| Arbitro: | Cavaliere (Paola) |

|                         |           |             |
| S. Papa 39’ Marozzi 89’ | Marcatori | 71’ Gennari |

| Arbitro: | Emmanuele (Pisa) |

|                              |           |             |
| Lazzari 66’ (rig.) Pezzi 79’ | Marcatori | 37’ Moretti |

| Verona 17 ottobre 2020, ore 15.00 CEST 5ª giornata | Virtus Verona | 0 – 0 | Vis Pesaro | Centro sportivo Mario Gavagnin-Sinibaldo Nocini (153 spett.)\| Arbitro: \| Ubaldi (Roma) \| |
| Arbitro:                                           | Ubaldi (Roma) |       |            |                                                                                             |

| Arbitro: | Di Graci (Como) |

|  |           |               |
|  | Marcatori | 45+1’ Litteri |

| Arbitro: | Fontani (Siena) |

|                         |           |                  |
| Murano 51’ Dragomir 84’ | Marcatori | 76’ Stramaccioni |

| Arbitro: | Frascaro (Firenze) |

|             |           |  |
| Giraudo 77’ | Marcatori |  |

| Arbitro: | Repace (Perugia) |

|                |           |  |
| Ceccarelli 55’ | Marcatori |  |

| Arbitro: | Ancora (Roma) |

|  |           |                     |
|  | Marcatori | 73’, 85’ Bortolussi |

| Arbitro: | Galipò (Firenze) |

|                            |           |  |
| Lescano 29’ Nocciolini 44’ | Marcatori |  |

| Arbitro: | Maggio (Lodi) |

|                                     |           |                        |
| Cannavò 6’ D'Eramo 53’ Di Paola 68’ | Marcatori | 37’, 44’ (rig.) Biasci |

| Arbitro: | Saia (Palermo) |

|                                                        |           |                                      |
| Ronaldo 3’ Nicastro 17’, 21’ Bifulco 52’ F. Curcio 89’ | Marcatori | 45+1’ Gennari 67’, 71’ (rig.) De Feo |

| Pesaro 6 dicembre 2020, ore 17:30 CET 14ª giornata | Vis Pesaro                 | 0 – 0 | Fano | Stadio Tonino Benelli\| Arbitro: \| Catanoso (Reggio Calabria) \| |
| Arbitro:                                           | Catanoso (Reggio Calabria) |       |      |                                                                   |

| Arbitro: | Marotta (Sapri) |

|                |           |                         |
| Morachioli 43’ | Marcatori | 49’, 61’ (rig.) Lazzari |

| Arbitro: | Arace (Lugo di Romagna) |

|                                            |           |                  |
| D'Eramo 14’ De Feo 55’ (rig.) Di Paola 64’ | Marcatori | 20’, 51’ Belloni |

| Arbitro: | Madonia (Palermo) |

|                        |           |  |
| Neglia 19’, 53’ (rig.) | Marcatori |  |

| Arbitro: | Giordano (Novara) |

|            |           |                                           |
| Ejjaki 31’ | Marcatori | 6’, 17’ Cheddira 23’ (rig.), 59’ Guccione |

| Arbitro: | Cavaliere (Paola) |

|          |           |  |
| Fink 14’ | Marcatori |  |

#### Girone di ritorno
| Arbitro: | Di Cairano (Ariano Irpino) |

|                         |           |                      |
| Luppi 20’ Grandolfo 63’ | Marcatori | 79’ (rig.) E. Marchi |

| Arbitro: | Vigile (Cosenza) |

|              |           |  |
| Di Paola 72’ | Marcatori |  |

| Pesaro 3 febbraio 2021, ore CET 22ª giornata | Vis Pesaro         | 0 – 0 | Ravenna | Stadio Tonino Benelli\| Arbitro: \| Nicolini (Brescia) \| |
| Arbitro:                                     | Nicolini (Brescia) |       |         |                                                           |

| Arbitro: | Villa (Rimini) |

|               |           |           |
| Volicelli 30’ | Marcatori | 80’ Gucci |

| Arbitro: | Milone (Taurianova) |

|  |           |          |
|  | Marcatori | 35’ Arma |

| Arbitro: | Zamagni (Cesena) |

|                                       |           |                         |
| Calvano 50’ Litteri 82’ Giorico 90+4’ | Marcatori | 12’ E. Marchi 32’ Gucci |

| Arbitro: | Ricci (Firenze) |

|  |           |           |
|  | Marcatori | 26’ Kouan |

| Arbitro: | Crezzini (Siena) |

|             |           |                |
| Ferrini 59’ | Marcatori | 76’ Pannitteri |

| Arbitro: | E. Longo (Cuneo) |

|                         |           |  |
| Cannavò 35’ Ferrani 80’ | Marcatori |  |

| Arbitro: | Emmanuele (Pisa) |

|  |           |                       |
|  | Marcatori | 49’ Di Paola 86’ Nava |

| Arbitro: | Di Marco (Chiavari) |

|              |           |                                          |
| Di Paola 14’ | Marcatori | 6’ Lescano 9’ D'Ambrosio 30’ A. D'Angelo |

| Arbitro: | Acanfora (Castellammare di Stabia) |

|  |           |                         |
|  | Marcatori | 6’ Cannavò 64’ Di Paola |

| Arbitro: | Panettella (Bari) |

|  |           |                         |
|  | Marcatori | 59’ Nicastro 77’ Kresic |

| Arbitro: | D'Ascanio (Ancona) |

|                |           |           |
| V. Ferrara 31’ | Marcatori | 43’ Gucci |

| Arbitro: | Fontani (Siena) |

|                |           |             |
| Gucci 21’, 62’ | Marcatori | 74’ Aurelio |

| Arbitro: | Feliciani (Teramo) |

|                                                |           |                                      |
| Cutolo 9’ (rig.) Carletti 28’, 55’ Benucci 41’ | Marcatori | 38’ (rig.) Di Paola 90+2’ Pannitteri |

| Arbitro: | Caldara (Como) |

|               |           |              |
| E. Marchi 75’ | Marcatori | 87’ Urbinati |

| Arbitro: | Scarpa (Collegno) |

|  |           |            |
|  | Marcatori | 8’ Cannavò |

| Arbitro: | Virgilio (Trapani) |

|             |           |                                |
| Cannavò 53’ | Marcatori | 14’ Voltan 42’ Rover 73’ Karic |

### Statistiche di squadra
| Competizione | Punti | In casa | In casa | In casa | In casa | In casa | In casa | In trasferta | In trasferta | In trasferta | In trasferta | In trasferta | In trasferta | Totale | Totale | Totale | Totale | Totale | Totale | DR |
| Competizione | Punti | G       | V       | N       | P       | Gf      | Gs      | G            | V            | N            | P            | Gf           | Gs           | G      | V      | N      | P      | Gf     | Gs     | DR |
| ------------ | ----- | ------- | ------- | ------- | ------- | ------- | ------- | ------------ | ------------ | ------------ | ------------ | ------------ | ------------ | ------ | ------ | ------ | ------ | ------ | ------ | -- |
| Serie C      | -     | 0       | 0       | 0       | 0       | 0       | 0       | 0            | 0            | 0            | 0            | 0            | 0            | 0      | 0      | 0      | 0      | 0      | 0      | 0  |
| Totale       | -     | 0       | 0       | 0       | 0       | 0       | 0       | 0            | 0            | 0            | 0            | 0            | 0            | 0      | 0      | 0      | 0      | 0      | 0      | 0  |

### Andamento in campionato
| Giornata  | 1 | 2 | 3 | 4 | 5 | 6 | 7 | 8 | 9 | 10 | 11 | 12 | 13 | 14 | 15 | 16 | 17 | 18 | 19 | 20 | 21 | 22 | 23 | 24 | 25 | 26 | 27 | 28 | 29 | 30 | 31 | 32 | 33 | 34 | 35 | 36 | 37 | 38 |
| --------- | - | - | - | - | - | - | - | - | - | -- | -- | -- | -- | -- | -- | -- | -- | -- | -- | -- | -- | -- | -- | -- | -- | -- | -- | -- | -- | -- | -- | -- | -- | -- | -- | -- | -- | -- |
| Luogo     | C | T | T | C | T | C | T | C | T | C  | T  | C  | T  | C  | T  | C  | T  | C  | T  | T  | C  | C  | T  | C  | T  | C  | T  | C  | T  | C  | T  | C  | T  | C  | T  | C  | T  | C  |
| Risultato | N | P | P | V | N | P | P | V | P | P  | P  |    |    |    |    |    |    |    |    |    |    |    |    |    |    |    |    |    |    |    |    |    |    |    |    |    |    |    |
| Posizione |   |   |   |   |   |   |   |   |   |    |    |    |    |    |    |    |    |    |    |    |    |    |    |    |    |    |    |    |    |    |    |    |    |    |    |    |    |    |

Legenda:

Luogo: C = Casa; T = Trasferta. Risultato: V = Vittoria; N = Pareggio; P = Sconfitta.